# Cutlerville
Cutlerville – jednostka osadnicza w Stanach Zjednoczonych, w stanie Michigan, w hrabstwie Kent.